# Henrique V do Luxemburgo
Henrique V, cognominado o Grande (1217 – Mainz, 24 de dezembro de 1281) foi conde do Luxemburgo, Laroche e Arlon desde 1247 até à sua morte e conde de Namur entre 1256 e 1264 como Henrique III. Ele era filho de Waleran III de Limburgo e de Ermesenda do Luxemburgo.

## Biografia
Em 1240, Henrique casou-se com Margarida de Bar, filha de Henrique II of Bar e de Filipa de Dreux, bisneta do rei Luís VI de França. O casamento de Henrique trouxe-lhe, como dote da noiva, Ligny-en-Barrois, mas, no contrato de casamento, este território ficava sob a tutela do Condado de Bar.
O cunhado de Henrique, Teobaldo II de Bar, conseguiu tirar vantagens do conflito que havia entre o duque Frederico III da Lorena e a Diocese de Metz. Henrique V era partidário do duque, pelo que Teobaldo se colocou do lado da Diocese. Henrique acabou por ser capturado numa batalha em Prény, a 14 de Setembro de 1266.
No dia 8 de Setembro de 1268, o rei Luís IX de França apaziguou o conflito entre os dois condados. Henrique foi libertado, e reconquistou Ligny, mas sob influência dos Barrois.
Em 1256, Henrique apoderou-se de Namur, cujo marquês, Balduíno II, governava também como Imperador em Constantinopla. Balduíno desistiu do governo do território de Namur. Guy de Dampierre, Conde da Flandres, retirou a marca do poder de Henrique, mas acabaram ambos por fazer as pazes, sendo que Henrique casou uma das suas filhas com Guy.
Henrique V teve a seguinte descendência de Margarida de Bar:
- Henrique VI, (m. 1288) Conde do Luxemburgo.
- Waleran I (d. 1288), Conde de Ligny e Roussy.
- Isabel (1247-1298), casou-se com Guy de Dampierre.
- Filipa (1252-1311), casou-se com João II, conde da Holanda
- Margarida
- Felicitas
- Joana (m. 1310), Abadessa de Clairefontaine.